# Stenomesson
Stenomesson là chi thực vật có hoa trong họ Amaryllidaceae.

## Hình ảnh

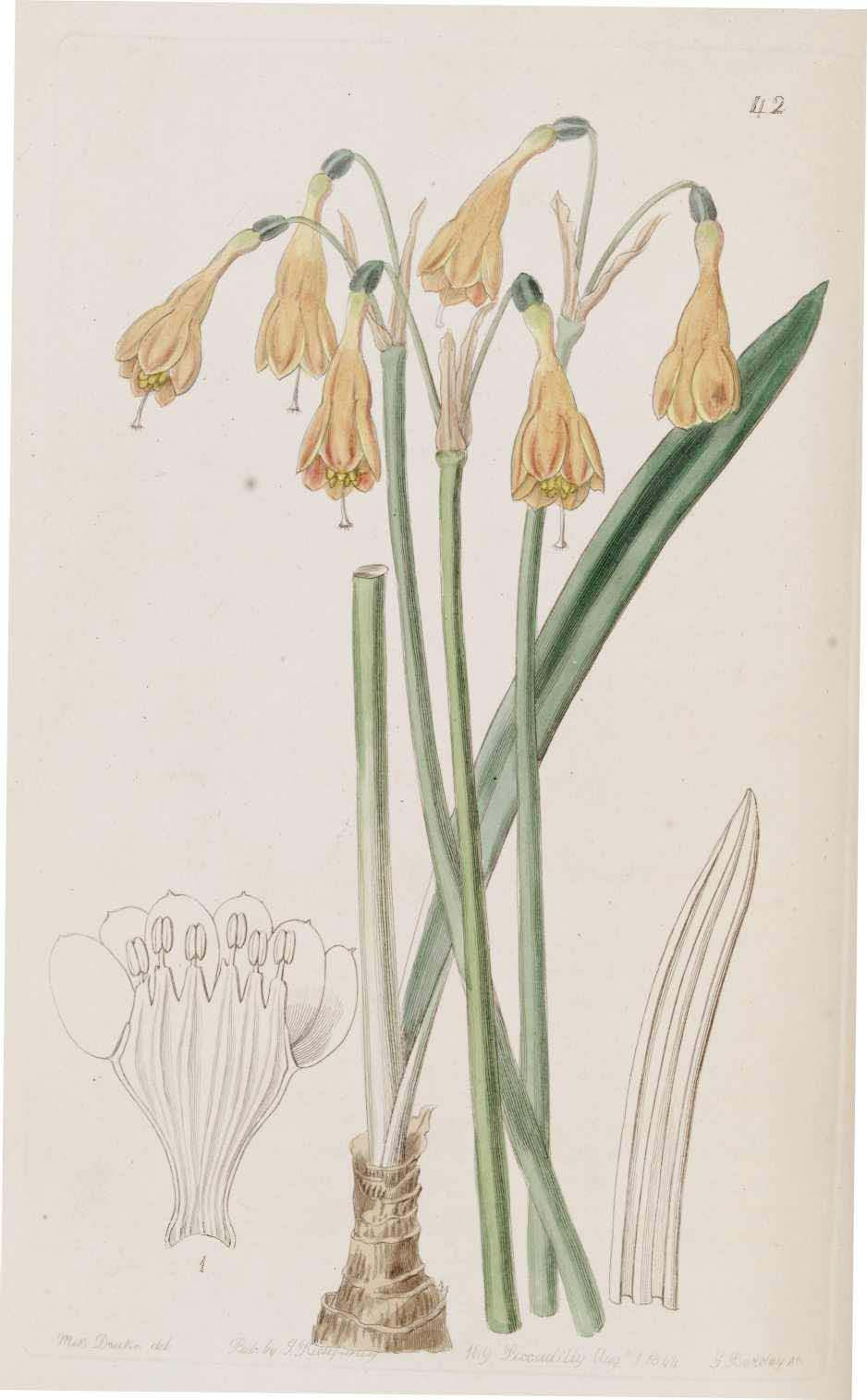